# Zagrađe (gmina Milići)
Zagrađe (cyr. Заграђе) – wieś w Bośni i Hercegowinie, w Republice Serbskiej, w gminie Milići. W 2013 roku liczyła 17 mieszkańców.